# The Getaway (Computerspiel)
The Getaway (deutsch Die Flucht) ist ein Third-Person-Shooter des britischen Spieleentwicklers Team Soho, der 2002 von Sony Computer Entertainment für die PlayStation 2 veröffentlicht wurde.
The Getaway ähnelt der Videospielreihe Grand Theft Auto, da es auch die Möglichkeit bietet, frei durch die Stadt zu fahren und zu gehen sowie Autos zu entwenden. Der Einsatz von Schusswaffen sowie Nahkampf und Verfolgungsjagden sind ebenfalls Hauptelement des Spiels, wobei der Unterschied im linearen Handlungs- und Missionsablauf besteht.

## Handlung
The Getaway verfügt über zwei Handlungsstränge: In den ersten zwölf Missionen spielt der Spieler den frisch aus der Haft entlassenen Ex-Bankräuber Mark Hammond. Charlie Jolson – Gangster-Boss der kriminellen Vereinigung „Bethnal Green Mob“ – zwingt Hammond wieder für ihn zu arbeiten, in dem er dessen Frau Susie töten und deren gemeinsamen Sohn Alex entführen lässt.
In den zweiten zwölf Missionen spielt der Spieler den Flying-Squad-Polizisten DC Frank Carter, der gegen Jolson ermittelt. Daher gibt es einige Überschneidungen in der Handlung.

## Spielprinzip
The Getaway enthält 24 Missionen und spielt im Jahre 2002 in der britischen Hauptstadt-Metropole London, die auf 28 bis 40 Quadratkilometern realitätsnah nachgebildet wurde. Auf den Straßen befinden sich – neben dem üblichen Automobil- und Passantenverkehr – die Polizei und rivalisierende Gangs.
Die Missionen zeichnen sich durch lange Fahrabschnitte aus, die bis zu 20 Minuten dauern können. Dabei darf die spielende Person bis zu 60 lizenzierte Fahrzeuge benutzen, die über ein Schadensmodell verfügen. Das Spiel unterstützt die spielende Person jedoch nur minimal bei der Orientierung: Die Fahrzeugblinker zeigen die Richtung an, in die jene fahren muss. Eine Übersichtskarte existiert nicht.
Weiteres Spielelement sind die Schusswechsel. Hierfür bietet das Spiel ein automatisches Ziel- sowie ein Deckungssystem, so dass die spielende Person hinter Objekten – wie bspw. Kisten – Deckung suchen und aus jenen auch schießen kann. Die Waffenauswahl bei The Getaway ist gering – es existieren insgesamt nur vier Waffen: Glock 17, AK-47, Remington 870 und HK MP5. Die Entwickler haben Statusanzeigen wie Munitions- und Lebensanzeige nicht eingebaut, so dass die spielende Person keine Informationen darüber hat, wie viel Munition die aktuelle Waffe beinhaltet und wie der Gesundheitszustand der Spielfigur ist. Grund dafür war der Aspekt, das Spiel so realitätsnah wie möglich zu gestalten.

## Entwicklung
The Getaway entstand im Verantwortungsbereich von Sony Computer Entertainment Europe (SCEE) bei dessen Entwicklerstudio Team Soho. Die Produktionskosten betrugen fünf Millionen Pfund Sterling, womit es die bis dahin teuerste europäische Produktion für die PlayStation 2 war. Die Entwickler von The Getaway engagierten für die Figurenanimationen Schauspieler, die per Motion Capture detailgetreu ins Spiel eingebaut wurden. So wurde für die einzige weibliche Hauptrolle die britische Schauspielerin Anna Edwards engagiert. Die Videosequenzen während der Missionen wurden nahezu in Film- bzw. Kinoqualität entwickelt. 
Im November 2002 gab Sony den Abschluss der Entwicklungsarbeiten bekannt.

## Rezeption
Die Wertungen fielen gemischt aus (Metacritic: 72 %).

„Selten hat mich ein Spiel so in ein Wechselbad der Gefühle gestürzt wie The Getaway. Auf der einen Seite haben wir eine spannende Story, eine rundum gelungene Atmosphäre, die sich erfolgreich an britischen Gangster-Filmen orientiert, und ein Polygon-London, das trotz kleiner Schwächen ein lebendiges Bild der Metropole zeichnet. Doch die spielerischen Mängel machen es einem schwer, nach einem Fehlversuch abermals zum Pad zu greifen, um einen weiteren Anlauf zu starten.“

“Though The Getaway’s combination of driving and on-foot shooting sequences is occasionally entertaining, and the production values are impressive, usually the game just isn't fun.”

„Obwohl die Kombination aus Fahr- und Schießsequenzen zu Fuß in The Getaway gelegentlich unterhaltsam ist und die Produktionswerte beeindruckend sind, macht das Spiel normalerweise einfach keinen Spaß.“

Zum Verkaufsstart im Vereinigten Königreich gelang es The Getaway den Konkurrenten Grand Theft Auto: Vice City kurzzeitig für eine Woche von Platz 1 der Gesamtverkaufscharts zu verdrängen. Auch in den Vereinigten Staaten erreichte es nach den Daten der NPD Group für Februar 2003 Platz 1 der Gesamtverkaufscharts. Im April 2003 berichtete der Hollywood Reporter von Überlegungen Sony’s das Spiel zu verfilmen.

## Fortsetzungen
- The Getaway: Black Monday - 2004 - Fortsetzung für die PlayStation 2.
- The Getaway 3 - Ein dritter Teil wurde angekündigt und später wieder abgesagt.[10]
- Gangs of London - 2006 - Spin-off für die PlayStation Portable.